# ERF
ERF – dawne brytyjskie przedsiębiorstwo branży motoryzacyjnej zajmujące się produkcją samochodów ciężarowych, z siedzibą w Sandbach, w hrabstwie Cheshire, w Anglii.
Przedsiębiorstwo zostało założone w 1933 roku. W 1996 roku ERF zostało przejęte przez kanadyjskie przedsiębiorstwo Western Star, a w 2000 roku odsprzedane koncernowi MAN. W 2007 roku zaprzestano sprzedawania pojazdów pod marką ERF.